# Emiliano Zapata, Santo Tomás Ocotepec
Emiliano Zapata är en ort i Mexiko.   Den ligger i kommunen Santo Tomás Ocotepec och delstaten Oaxaca, i den sydöstra delen av landet, 290 km sydost om huvudstaden Mexico City. Emiliano Zapata ligger 2 393 meter över havet och antalet invånare är 211.
Terrängen runt Emiliano Zapata är kuperad åt nordost, men åt sydväst är den bergig. Runt Emiliano Zapata är det ganska tätbefolkat, med 75 invånare per kvadratkilometer. Närmaste större samhälle är Heroica Ciudad de Tlaxiaco, 17,9 km nordost om Emiliano Zapata. I omgivningarna runt Emiliano Zapata växer i huvudsak blandskog.